# افتخار مخفی
افتخار مخفی (انگلیسی: Secret Honor) فیلمی در ژانر زندگینامه‌ای و درام به کارگردانی رابرت آلتمن است که در سال ۱۹۸۴ منتشر شد. تنها بازیگر آن می‌توان به فیلیپ بیکر هال اشاره کرد.

## داستان
قرار است ریچارد نیکسون رئیس‌جمهور برکنار شده آمریکا، دربارهٔ کارهای اشتباه و فساد اداری خود، روبروی دوربین صحبت کند. ممکن است به نظر برسد که یک مصاحبه‌کننده یا یک قاضی پشت دوربین حضور دارند، اما در واقع بازیگر تنها با دوربینی است که حرف‌های او را در مدت یک ساعت و نیم به مخاطب منتقل می‌کند. این طرح و داستان اصلی فیلم افتخار مخفی است.